# Глутамін
Глутамін (2-амінопентанамід-5-ова кислота) — одна з 20 стандартних амінокислот, що входять до складу білка. Глутамін полярний, не заряджений і є амідом моноамінодікарбонової глутамінової кислоти, утворюючись з неї внаслідок прямого амінування під впливом глутамінсинтетази.
У розчині глутамін повільно гідролізується до глутамінової кислоти.

## Поширення, синтез
Глутамін вельми поширений в природі, для людини не є незамінною амінокислотою, тобто може синтезуватися в достатній кількості. Його концентрація в крові становить 500-900 мкмоль/л, що вище концентрації будь-якої іншої амінокислоти. 

### Синтез
Глутамін синтезується ферментом глутамінсинтетазою з глутамінової кислоти і амонію. В основному (90%) синтезується в м’язевій масі, також в невеликій кількості в легенях та мозку. 

### У природі
- Тваринні джерела: яловичина, курка, риба, яйця, молоко, йогурт, сир, молочні продукти.
- Рослинні джерела: капуста, буряк, боби, шпинат,  петрушка. Невелика кількість вільного L-глутаміну знайдено в овочевих соках і продуктах бродіння, таких як місо [4].